# Pycnomma canariense
Pycnomma canariense är en svampart som beskrevs av Syd. 1924. Pycnomma canariense ingår i släktet Pycnomma, divisionen sporsäcksvampar och riket svampar.   Inga underarter finns listade i Catalogue of Life.